# Nuova Delhi
Nuova Delhi (in hindī नई दिल्ली, Naī Dillī; in urdu نئی دلی‎?; in punjabi ਨਵੀਂ ਦਿੱਲੀ; in inglese New Delhi) è una città dell'India di 257 803 abitanti, oltre che distretto cittadino del territorio federato di Delhi; è la capitale nazionale. In base al numero di abitanti la città rientra nella classe I (da 100 000 persone in su). La sede amministrativa distrettuale è situata nel quartiere di Connaught Place.
Nuova Delhi è compresa in un'area metropolitana (quella di Delhi), che è la seconda dell'India (28 504 738  abitanti in una stima del 2021), dopo Mumbai (Bombay).

## Storia di Nuova Delhi
Gran parte di Nuova Delhi fu progettata da sir Edwin Lutyens all'inizio del XX secolo, che previde un'imponente area amministrativa centrale destinandola alle pretese imperiali britanniche. A suo modo, per stravaganza e magnificenza, non è diversa da Washington, o dalla Parigi di Haussmann e del suo committente Napoleone III: entrambe città pensate per destar meraviglia nel nuovo arrivato, esprimendo la potenza dello Stato centrale.
Altri indizi sono celati agli occhi del mondo da parte dei loro progettisti: la sede del Parlamento (Parliament House), di Herbert Baker, è perfettamente visibile dal Rajpath, dal momento che una democrazia in grado di decidere non faceva parte essenziale dei progetti della Gran Bretagna sull'India. L'ingresso principale al Segretariato Centrale (North Block) porta infatti questa scritta: "La libertà non cala verso la gente; è questa che deve innalzarsi verso di essa". Un'area della città è stata dedicata ad Edwin Lutyens, la Lutyens' Delhi.

### Capitale del Raj
Mentre Calcutta venne storicamente associata alla presenza britannica in India, Delhi mantenne il ricordo dei principi indigeni, insieme alla grandezza dell'Impero che i burocrati del Raj tentarono di rafforzare assumendo il controllo di numerosi durbar per il Viceré e i Reali in visita. Fu solo nel 1911, da uno dei Durbar, che fu dato l'annuncio che la capitale del Raj era stata spostata da Calcutta a Delhi.

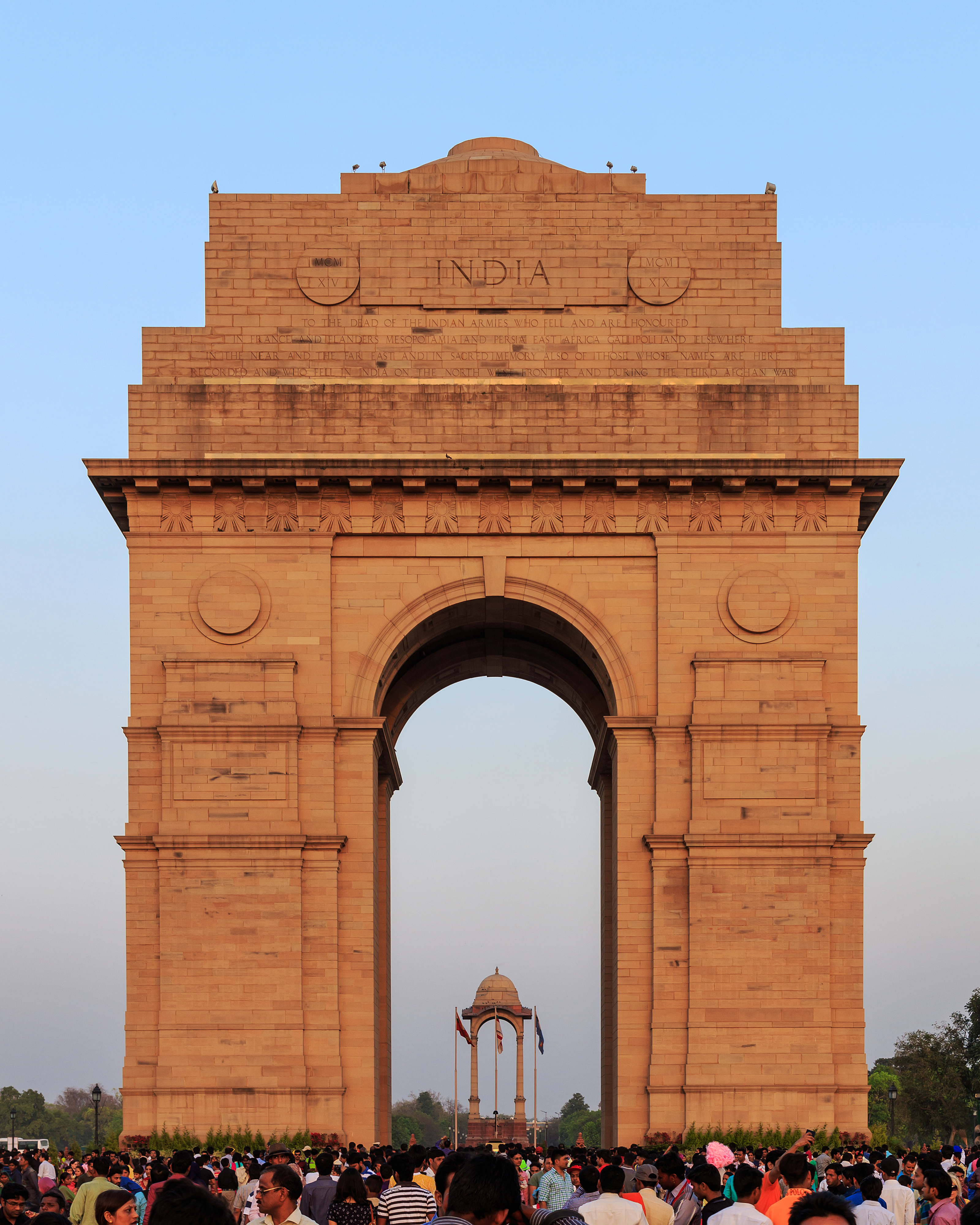
La Porta dell'India.

### India indipendente e autonoma
Anche dopo l'indipendenza, una certa autonomia è stata concessa alla capitale ma essa resta largamente sotto un regime di Commissari Capi. Nel 1956 Delhi fu trasformata in un Territorio dell'Unione e gradualmente il Commissario Capo è stato rimpiazzato da un Governatore Generale. Nel 1991 l'Atto istitutivo del Territorio Nazionale della Capitale (National Capital Territory) è stato approvato dal parlamento e un sistema diarchico è stato introdotto. Sotto di esso al governo eletto sono stati affidati ampi poteri, salvo per la capacità legislativa e di mantenimento dell'ordine pubblico che sono rimasti prerogativa del Governo centrale. L'attuale sistemazione legislativa ha preso avvio nel 1993.

## Geografia fisica

### Struttura urbana
Nuova Delhi è strutturata attorno a 2 viali centrali chiamati Rajpath e Janpath. Il Rajpath, o King's Way, si estende da Rashtrapati Bhavan all'India Gate. Il Janpath, ex Queen's Way, inizia al Connaught Circus e taglia il Shantipath ad angolo retto.
Nel cuore della città si trova il grande Rashtrapati Bhawan (già conosciuto come Viceroy's House), in cima alla collina di Raisina. Il Segretariato, che ospita abitazioni di vari ministri del governo indiano, si trovano al fianco esterno del Rashtrapati Bhawan. Il parlamento si trova sul Sansad Marg, che corre parallelo al Rajpath.

### Localizzazione
La città è situata a 28° 36' 0" N e 77° 12' 0" E e ha un'altitudine di 210 m s.l.m.; si trova nella parte centro-orientale del territorio di Delhi (della quale è uno dei 9 distretti costituenti), nei pressi delle rive del fiume Yamuna (affluente del Gange). I distretti di Delhi con cui confina sono (partendo da nord, in senso orario): Delhi Centro, Delhi Est, Delhi Sud e Delhi Sud Ovest). La città di Nuova Delhi è suddivisa in 3 zone: Connaught Place, Parliament Street e Chanakya Puri.

### Clima
| Nuova Delhi         | Mesi | Mesi | Mesi | Mesi | Mesi | Mesi | Mesi | Mesi | Mesi | Mesi | Mesi | Mesi | Stagioni | Stagioni | Stagioni | Stagioni | Anno |
| Nuova Delhi         | Gen  | Feb  | Mar  | Apr  | Mag  | Giu  | Lug  | Ago  | Set  | Ott  | Nov  | Dic  | Inv      | Pri      | Est      | Aut      | Anno |
| ------------------- | ---- | ---- | ---- | ---- | ---- | ---- | ---- | ---- | ---- | ---- | ---- | ---- | -------- | -------- | -------- | -------- | ---- |
| T. max. media (°C)  | 21,2 | 23,8 | 30,3 | 36,3 | 40,6 | 40,0 | 35,2 | 33,6 | 34,0 | 33,0 | 28,6 | 23,4 | 22,8     | 35,7     | 36,3     | 31,9     | 31,7 |
| T. min. media (°C)  | 7,3  | 10,1 | 15,1 | 20,9 | 26,4 | 28,6 | 27,1 | 26,0 | 24,5 | 18,6 | 11,7 | 7,9  | 8,4      | 20,8     | 27,2     | 18,3     | 18,7 |
| Precipitazioni (mm) | 15   | 10   | 14   | 11   | 33   | 82   | 205  | 246  | 112  | 26   | 3    | 6    | 31       | 58       | 533      | 141      | 763  |

## Società

### Evoluzione demografica
Al censimento del 2011 la popolazione di Nuova Delhi assommava a 257 803 persone. L'hindi è la lingua più parlata ed è la lingua franca della città. L'inglese è la lingua usata dalle istituzioni. Nuova Delhi ha un tasso di alfabetizzazione pari all'89,38%, il più alto del Territorio di Delhi. Il 79,8% della popolazione pratica l'induismo; ci sono anche comunità di musulmani (12,9%), sikh (5,4%), giainisti (1,1%), cristiani (0,9%). Altri gruppi religiosi (2,5%) sono costituiti da parsi, buddhisti, ebrei.

## Governo
A tutto il 2005, la struttura governativa del Consiglio municipale di New Delhi (New Delhi Municipal council) comprende un Presidente, tre membri dell'Assemblea Legislativa di New Delhi (Legislative Assembly), due membri nominati dal Primo Ministro di New Delhi e cinque membri nominati dal Governo centrale.

## Cultura

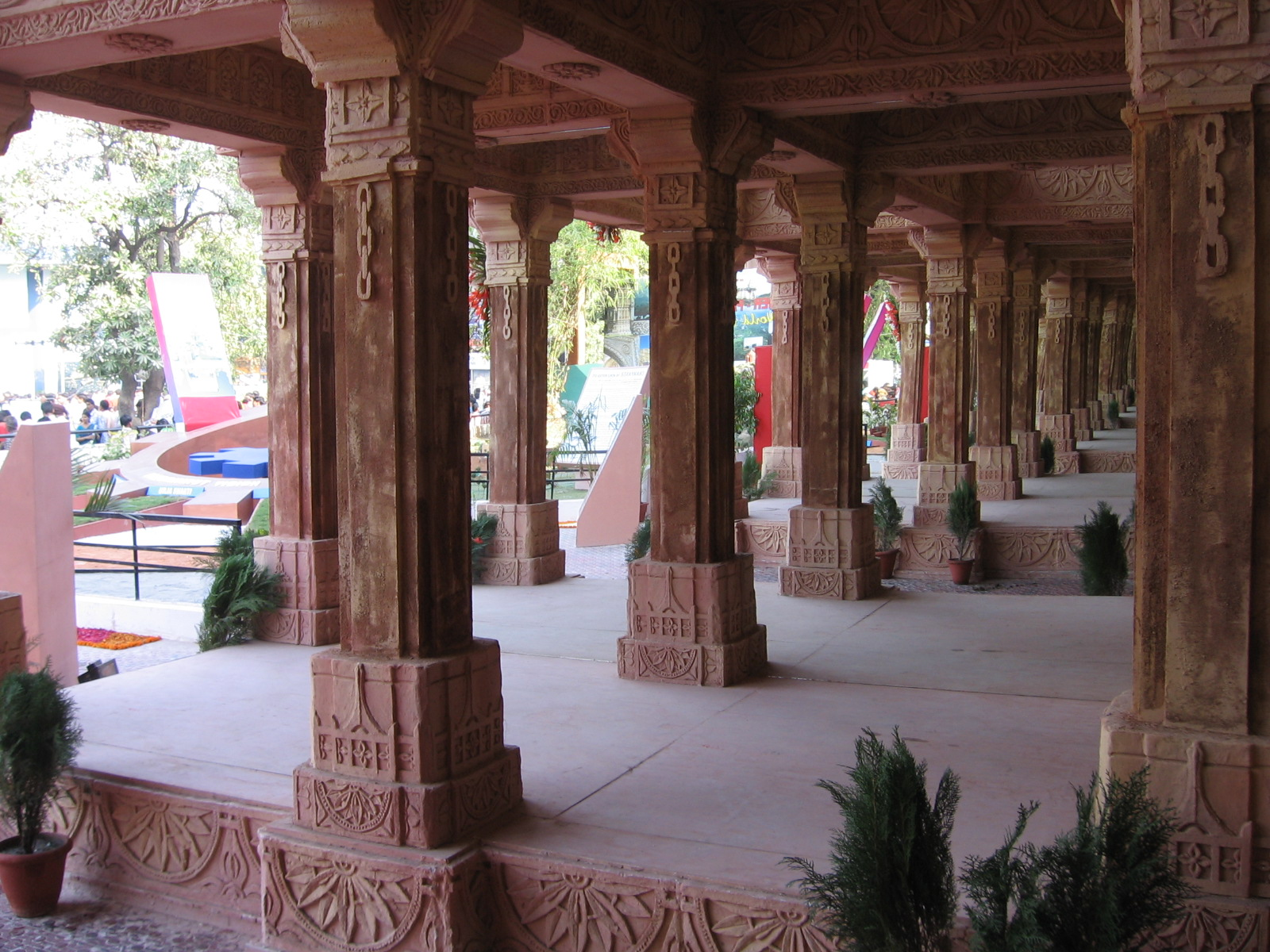
Padiglione Gujarat

Nuova Delhi è stata, nel 2003, Capitale mondiale del libro.
Essendo una capitale, gente di differenti culture risiedono a New Delhi.
Delhi ha molte gallerie d'arte, inclusa la National Gallery of Modern Art, il Sahitya Kala Parishad e il Center for Contemporary Art. La città vanta numerosi centri di cultura indiana, i più notevoli dei quali sono il Triveni Kala Sangam e l'India International Center.
Dal 1972 al 2016 ospitava anche il Museo nazionale di storia naturale, la cui collezione è andata distrutta a causa di un incendio. La città ospita anche il Museo nazionale ferroviario ed il Museo nazionale Gandhi.

## Vita notturna
Alcuni locali notturni popolari e gli alberghi ad essi associati sono: C.J.'s (Le Meridien), Annabelle's (InterContinental The Grand), Dublin (Maurya Sheraton), Oasis (Hyatt Regency), Capitol (Ashok), Djinn's (Hyatt Regency), and My Kind of Place (Taj Palace). Altri posti includono lo Shalom (Greater Kailash), il Voda (Saket) e Fabric (sulla strada Gurgaon-Mehrauli). .

## Infrastrutture e trasporti

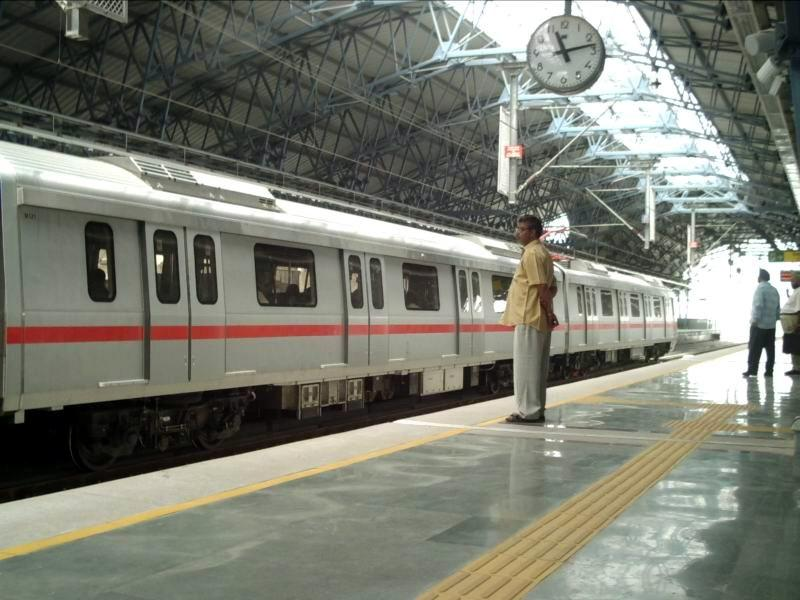
Metropolitana di Delhi

La metropolitana di Delhi, inaugurata il giorno di Natale del 2002, serve Nuova Delhi tramite le linee 2 e 3, che si incrociano nelle 2 stazioni di Connaught Place (l.2) e Rajiw Chowk (l.3).
La linea 2 (Vishwa Vidyalaya-Central Secretariat), estesa su un asse nord-sud, serve la stazione ferroviaria di Nuova Delhi, e la collega anche con la stazione principale della metropoli, Delhi Chandni Chowk.
La linea 3 (Dwarka Sec 9-Indraprastha) è invece estesa sull'asse ovest-est. 

La fermata di Dwarka (Settore 21) è la prima stazione della metro interamente autosufficiente dal punto di vista energetico e alimentata da una serie di pannelli fotovoltaici posti in superficie, in base a un progetto finanziato dalla KfW, la banca statale tedesca per lo sviluppo economico.
Gli autobus del centro urbano e dell'area metropolitana sono gestiti dalla Delhi Transport Corporation.
Sono diffusi anche i risciò (chiamati anche autorickshaw), in grado di trasportare al massimo 3 persone, disponibili a quasi tutte le fermate degli autobus, stazioni ferroviarie e aeroporti. Nella città è attivo un servizio di taxi privati.
L'aeroporto di riferimento è quello internazionale di Delhi, l'Indira Gandhi.
La Germania, primo partner economico europeo dell'India, ha avviato un progetto di diffusione del trasporto pubblico elettrico con mezzi prodotti in Germania del valore di 1,1 miliardi di dollari in 5 anni, che prevede la sostituzione di tutti i mezzi diesel di Nuova Delhi con altrettanti mezzi ecologici a emissioni zero.

## Amministrazione

### Gemellaggi

Distretti di Delhi

- Belgrado - Serbia
- Chicago - USA
- Washington - USA
- Liverpool - Australia

## Galleria d'immagini

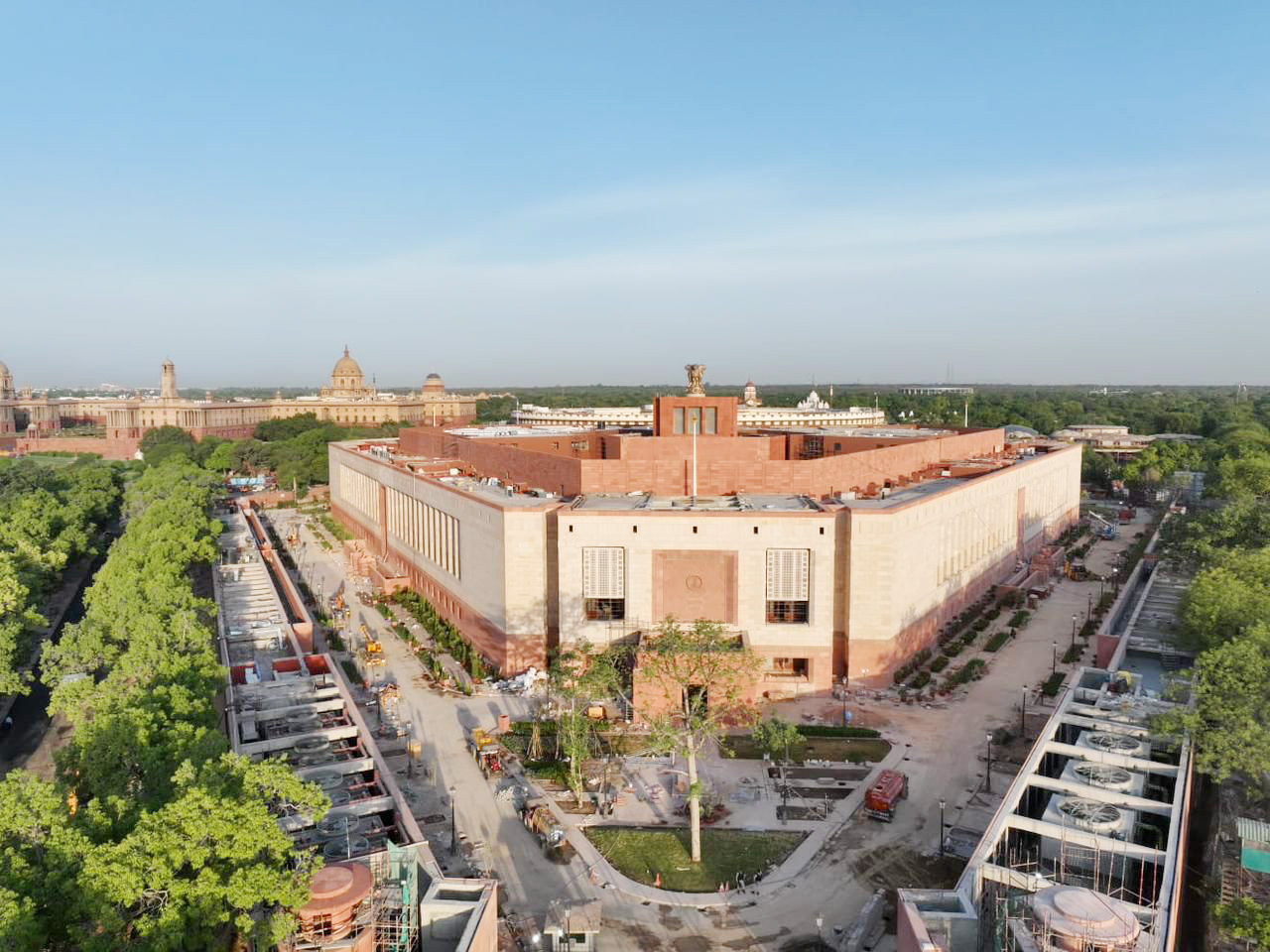
Parlamento
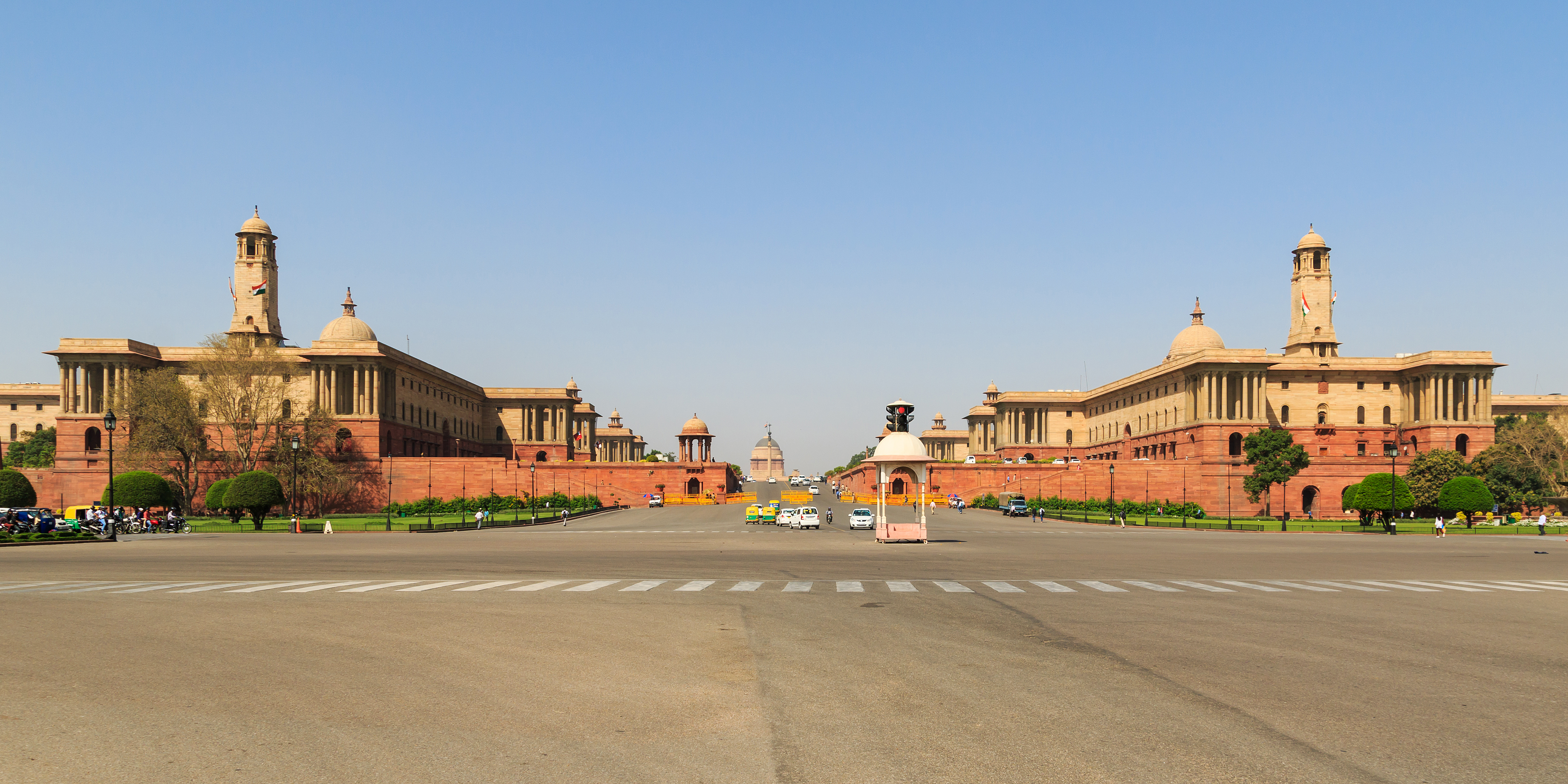
Il Kartavya Path
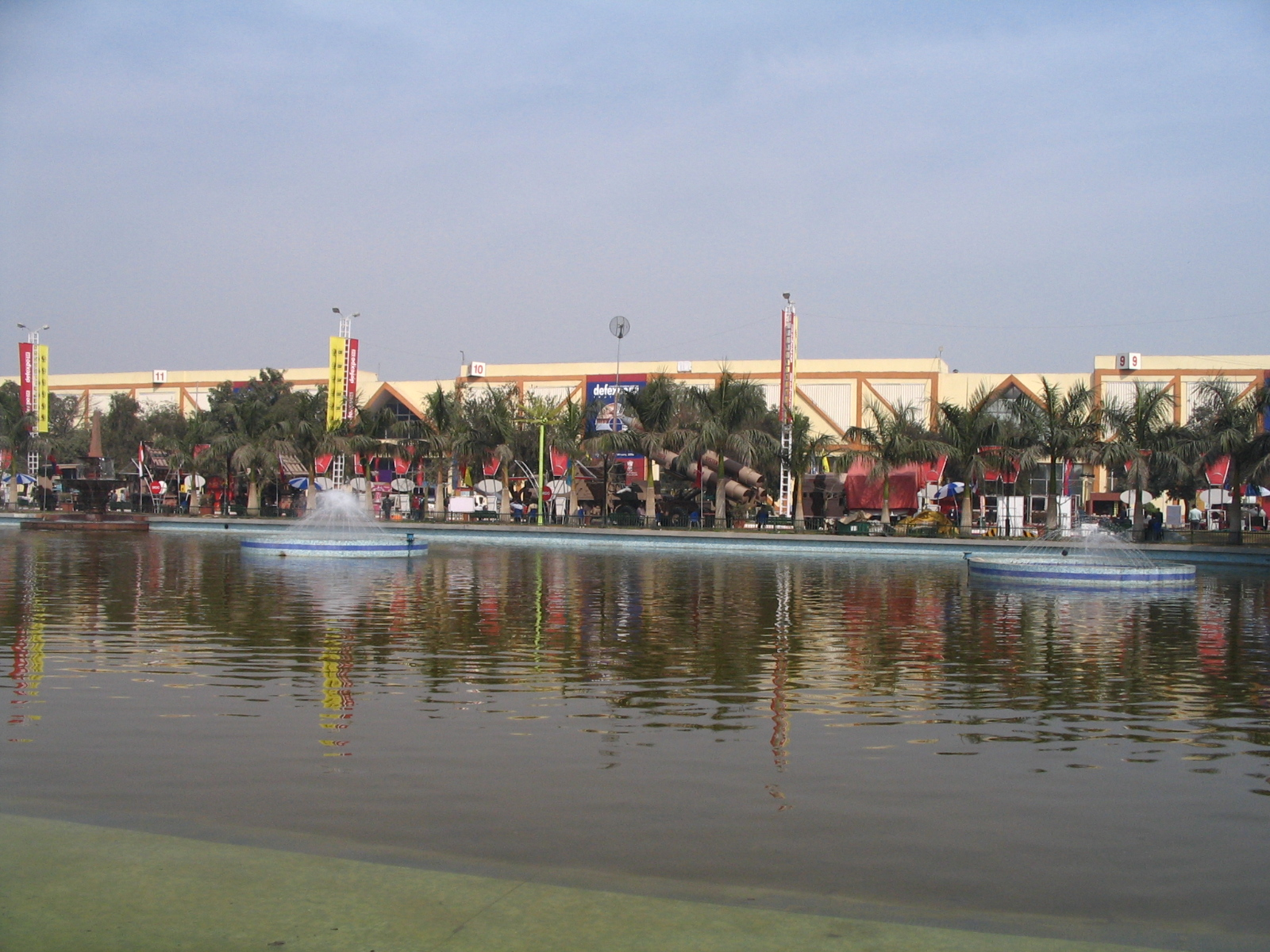
Il Pragati Maidan
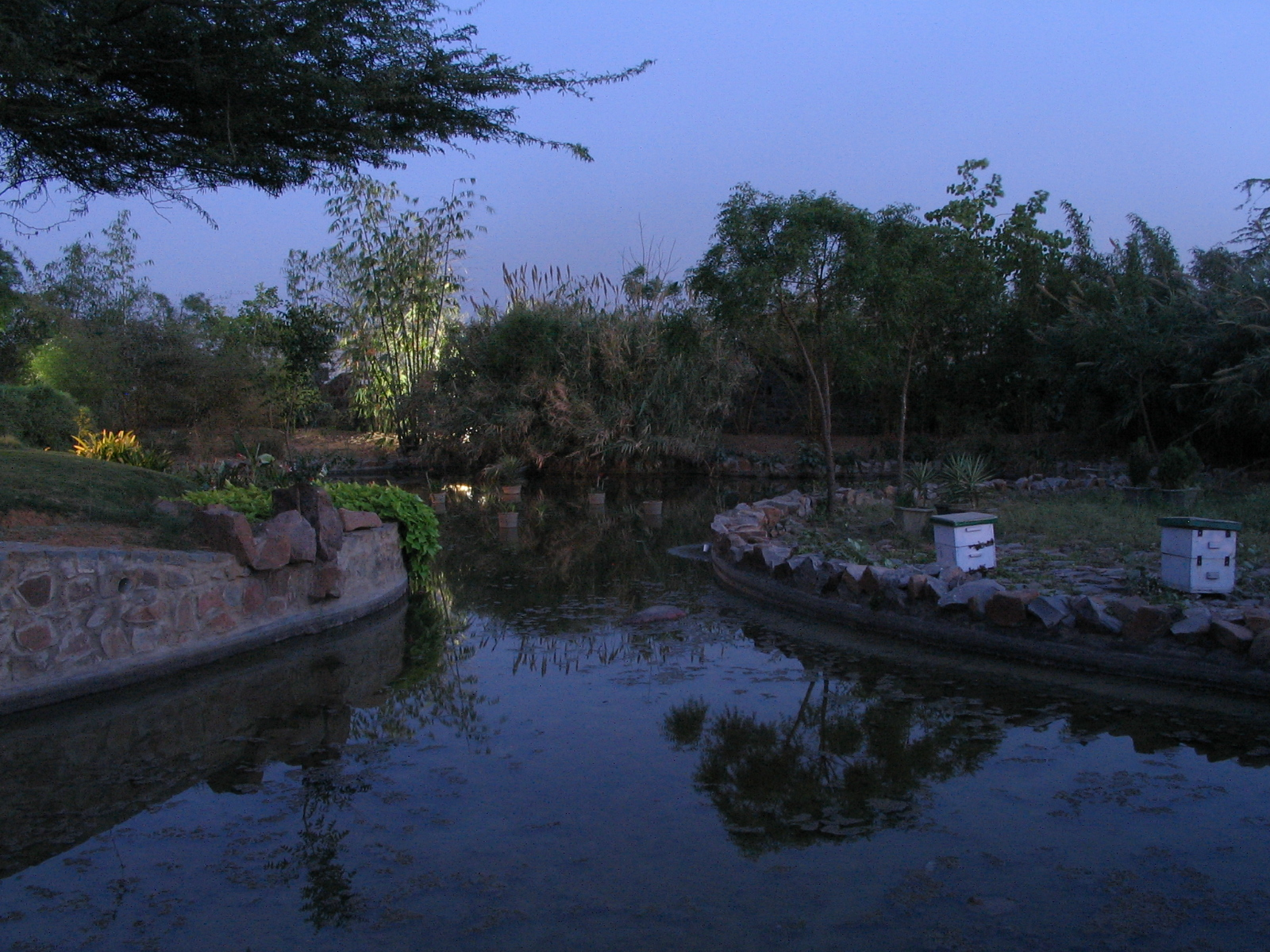
Giardino dei cinque sensi
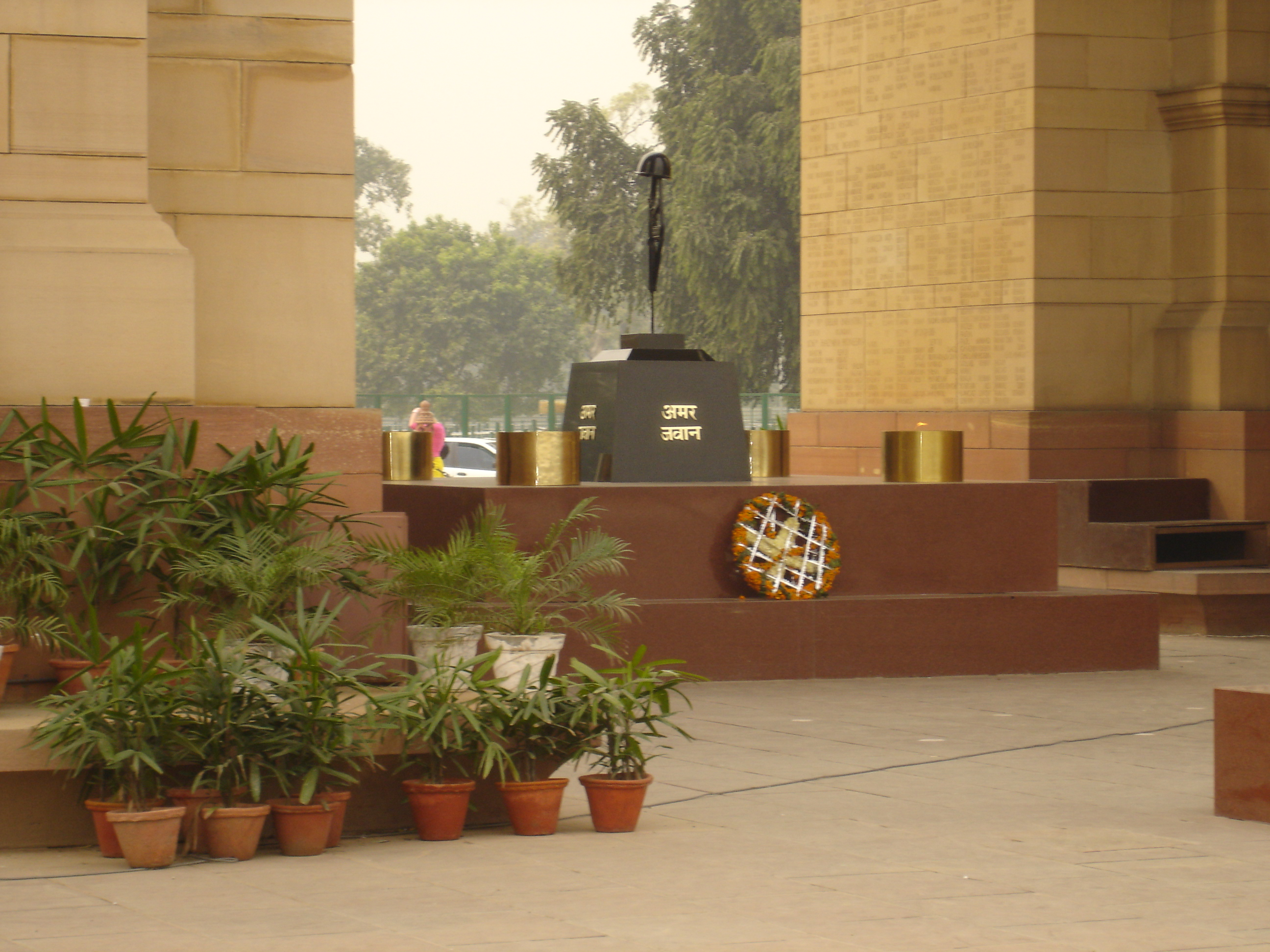
Particolare della Porta dell'India
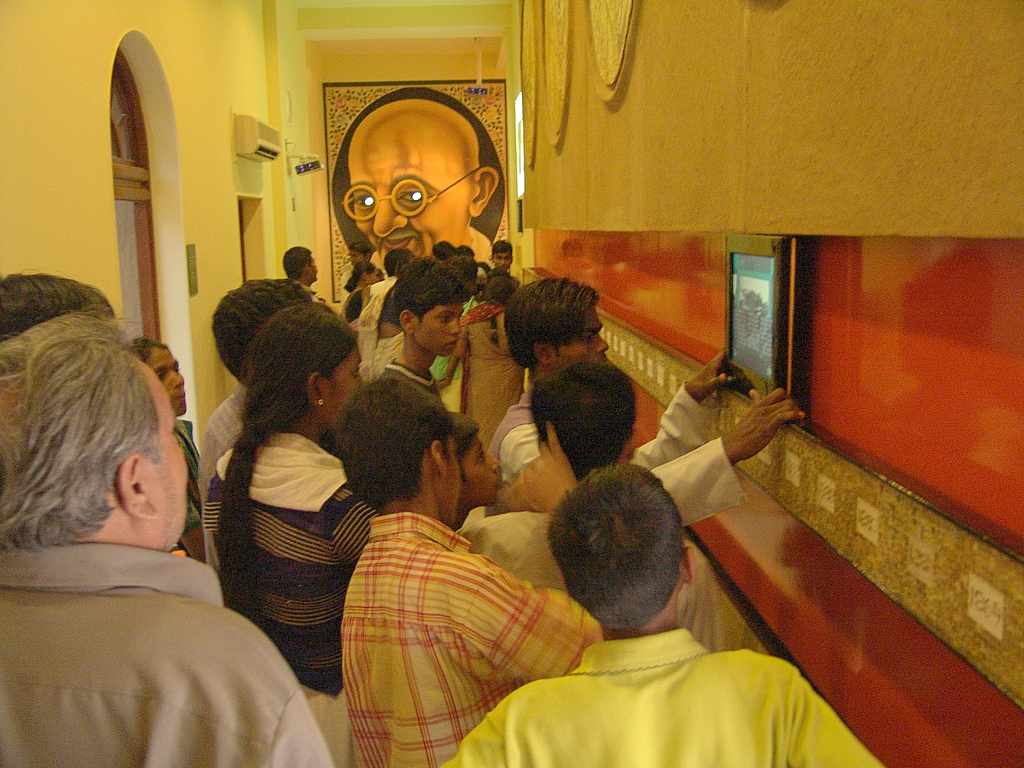
Museo Gandhi
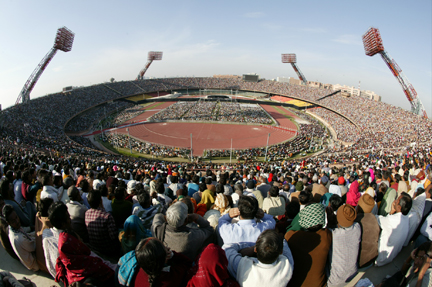
Stadio "Maharaji Nehru"